# Episodio de exceso de alcohol
Un episodio de exceso de alcohol (en inglés binge drinking) es el epíteto con el que se conoce el acto de consumir bebidas alcohólicas con la intención principal de quedar intoxicado por un gran consumo de alcohol en un periodo corto de tiempo. Es un estilo de beber alcohol común en un gran número de países. Se solapa en el ambiente social ya que se acostumbra hacerlo en grupos, principalmente con amigos. Sin embargo, el grado de intoxicación varía entre las culturas que lo practican. No hay un valor establecido de nivel de intoxicación. Una borrachera puede durar varias horas, inclusive días. Debido a los efectos nocivos que tiene el alcohol, las borracheras o los abusos del alcohol se consideran un problema grave de salud pública.

## Definición
El consumo de alcohol en la adolescencia presenta características propias que han generado una “cultura de consumo de alcohol”. Los patrones de consumo de alcohol en menores de edad se deben a una variedad de factores: la familia, los amigos, los medios de comunicación, las normas culturales, etcétera. La borrachera es conocida como un episodio en el que el consumo de alcohol es excesivo. Actualmente no existe un consenso mundial que ayude a definir la cantidad de alcohol consumido para considerarse un exceso. Sin embargo, en los Estados Unidos se ha definido un límite de 5 bebidas alcohólicas para hombres y 4 para mujeres. Se remarca que esta definición aplica si el consumo de alcohol es durante un corto periodo de tiempo una vez de, por ejemplo, cada dos semanas. Esto es conocido coloquialmente como la "condición 5/4", que básicamente es beber 8 unidades o más en el caso de hombres y 6 unidades o más en el caso de las mujeres.
Otras definiciones poco comunes están basadas en el Control de alcoholemia (BAC). Por ejemplo, el National Institute on Alcohol Abuse and Alcoholism (NIAAA) redefinió el término "borrachera" como "cada vez que alguien alcanza niveles de 0.08% o mayores en la prueba BAC".
Siempre que la definición numérica es usada se supone que el abuso de alcohol o incluso el consumo rápido del mismo fue con la intención de sufrir una borrachera. Aunque estas situaciones siempre tienen sus excepciones, ya que hay factores que evitan que una persona se emborrache.
Ocasionalmente, en Estados Unidos, el término "congestión alcohólica"  se usa para describir un episodio mucho más severo de borrachera (las que ocurren en una sola tarde). Se considera más severa porque el número de unidades consumidas es de 10 o más (hablando de unidades estándar americanas). Si esto se hace durante 2 o 3 horas un adulto promedio puede mostrar hasta un nivel de 0.20 % de alcohol en la sangre si se realiza la prueba BAC.

## Adolescencia y adultos jóvenes
La mayoría de las veces quienes presentan situaciones con episodios de borrachera son las personas jóvenes. Eso ocasiona consecuencias adversas, entre ellas, aumenta el riesgo de sufrir de alcoholismo o incluso de presentar patologías en el hígado. Actualmente ambos problemas se han convertido en un riesgo que debe de considerarse una amenaza a la salud pública. Investigaciones recientes han demostrado que universitarios que exceden las unidades permitidas de alcohol (condición 4/5) a más de 3 veces en menos de 2 semanas están 19 veces más expuestos a desarrollar alcoholismo. Esto es particularmente interesante, ya que el beber con la sola intención de emborracharse sigue siendo un gran problema social que se presenta comúnmente en las universidades. Los atracones de bebida intensos y regulares durante la adolescencia se asocian con un mayor riesgo de alcoholismo. Aproximadamente el 40 por ciento de los alcohólicos informan haber bebido en exceso durante la adolescencia. Episodios repetitivos de borracheras, especialmente en edades tempranas, son potenciales indicadores de que el riesgo de presentar una enfermedad relacionada con el alcohol es más que latente (ICD-10). Otros factores de riesgo que influencian en incrementar el riesgo de desarrollar alcoholismo incluyen factores sociales y genéticos. Muchas investigaciones han descubierto que empezar a beber antes de los 15 años aumenta el riesgo de ser alcohólico en comparación con aquellos que comienzan a beber a los 20 años o más. Se ha estimado que si la edad para comenzar a beber se retrasa hasta los 20 años se reduce a 50% la posibilidad de sufrir alcoholismo. Sin embargo, no está claro si se trata de una relación causal o una función de factores familiares (y otros) confusos asociados tanto con la edad de la primera bebida como con la propensión al alcoholismo.
Ser asociado con ciertos grupos sociales, especialmente en la universidad, hace que ciertas influencias recaigan en adultos jóvenes y por lo tanto sus decisiones sobre la cantidad de alcohol que debe consumir se ven distorsionadas. Estudiantes que forman parte de fraternidades y sororidades son conocidos por beber más (al igual que los atletas); en estas situaciones los esfuerzos y maneras de prevenir el abuso del alcohol son bien conocidos pero poco practicados. Además de identificar estos grupos, se entiende que los estudiantes bebedores eligen involucrarse en este comportamiento como una forma de encajar con lo que se considera una norma social. Los estudiantes se enfrentan a presiones sociales relacionadas con el consumo excesivo de alcohol y, si se ignoran, corren el riesgo de quedar aislados de los demás. Esto en realidad es examinado desde un punto de vista psicológico y se asocia con la idea de que formar parte de fiestas donde se consuma mucho alcohol en universidades o fraternidades es simplemente la decisión del propio individuo, y no se toma en cuenta que estos actos son meramente colectivos. Estudios anuales sobre las party schools americanas son un factor indirecto que contribuye a que los jóvenes participen en el consumo excesivo de alcohol en campus escolares. Los estudiantes están orgullosos de la reputación que sus universidades se han hecho por sus fiestas y sus hábitos al momento de beber, e incluso hay competencias entre universidades, creando así un sentido de  pertenencia e identidad muy fuerte.
Actividad sexual a temprana edad, el cambio constante de parejas sexuales, el elevado número de embarazos no deseados en la adolescencia, el aumento de probabilidad de sufrir enfermedades de transmisión sexual, infertilidad y daños al feto relacionados con el consumo de alcohol son fenómenos que puede presentar una mujer que abuse de esta sustancia; 50 % de las adolescentes denuncian abuso sexual mientras estaban bajo la influencia del alcohol.
Los adolescentes que regularmente participaban en borracheras por muchos años presentan un hipocampo particularmente pequeño en comparación a bebedores que iniciaron en etapas más tardías. Los bebedores fuertes presentan defectos neurocognitivos muy marcados, como pérdida de la memoria o incapacidad de trabajar con la misma, y también hay daños en el lóbulo frontal; esto ha sido demostrado gracias a estudios en animales que sugieren que una enfermedad neurodegenerativa a causa de los efectos del alcohol durante la adolescencia es irreversible. Investigaciones en humanos, que usan un sofisticado método de escaneo cerebral, sugieren que en los adolescentes beber más de 4 o 5 veces al mes resulta en un daño que evita el desarrollo y mantenimiento de tejido cerebral. Sin embargo, estos estudios han sido practicados en muestras de población muy pequeñas, haciendo de esto algo muy poco certero.
El consumo excesivo de alcohol está asociado con un gran problema social y costos económicos, así como a un aumento de la incidencia de ciertas enfermedades. Esta práctica es más común en hombres, en especial durante su adolescencia y cuando son adultos jóvenes. La mayoría de estas personas no están conscientes sobre los riesgos que conlleva beber en exceso. El exceso en la ingesta de bebidas alcohólicas está relacionado con efectos adversos en los órganos del sistema neurológico, cardíaco, gastrointestinal, hematológico, inmune y músculo-esquelético, así como aumenta también los riesgos de inducir desórdenes psicológicos. Aproximadamente una de cada veinticinco mujeres tienen episodios de exceso de alcohol durante el embarazo, que pueden ocasionar en el bebé diferentes trastornos, como el síndrome alcohólico fetal. Tomar en exceso durante la adolescencia está asociado con accidentes automovilísticos, comportamiento agresivo y suicidio. Entre más jóvenes comiencen los adolescentes a tener episodios de exceso de alcohol es más probable que estos desarrollen un desorden relacionado con este, como el alcoholismo. Un gran número de adolescentes que abusan del alcohol también consumen otras sustancias psicotrópicas.
Beber en exceso puede resultar en daño cerebral tan rápido o peor que el alcoholismo, esto debido a los efectos neurotóxicos de consumir una gran cantidad de sustancia y después pasar mucho tiempo sin consumirla. La tolerancia que se genera durante el alcoholismo deriva en un daño menor al cerebro que el que se produce en una sola borrachera, ya que se expone al cerebro a una gran cantidad de alcohol de un solo golpe. El gran golpe neurotóxico al cerebro se debe a las grandes y repetidas cantidades de glutamato que es liberado durante la borrachera, resultando en excitotoxicidad. El cerebro en desarrollo de los adolescentes es en particular susceptible a los efectos neurotóxicos del exceso rápido de alcohol, mostrando evidencias de daño cerebral después de consumir entre 4 o 5 tragos una o dos veces al mes.

## Efectos en la salud
Una intoxicación aguda, así como sucede en las borracheras y en el alcoholismo, es conocida como un potente factor de riesgo para el suicidio.  El exceso en el alcohol también está asociado con un incremento en el riesgo de sexo no planeado, sexo sin protección y embarazos no planeados, así como un aumento en el riesgo de quedar infectado de VIH. Un 10% de mujeres y 19% de hombres han reportado haber sido atacados como resultado del alcohol. Hombres que reportan haber bebido más de 35 unidades de alcohol a la semana reportan haber sido heridos físicamente como resultado del alcohol, y 15% reportan haber herido a otros como resultado de beber.
Emborracharse ha sido asociado con altos índices de divorcio, abuso conyugal y un bajo rendimiento en el trabajo. El abuso en el alcohol también puede causar efectos en el organismo que incluyen alteraciones en la homeostasia de la sangre, variaciones en el ciclo circadiano, enfermedades cardíacas isquémicas, en la presión sanguínea, en la actividad de los glóbulos blancos, alteraciones en la secreción de hormonas femeninas, así como daño en el feto. Beber en exceso también ha sido relacionado con dolor abdominal en las mujeres. También pueden ocurrir casos de cetoacidosis en individuos que continuamente abusan del alcohol y que han tenido un historial de embriaguez.

## Sistema nervioso central
Los individuos que tienen demasiados episodios de exceso de alcohol tienden a tener fallas en la memoria auditiva y verbal, así como déficits en intentar recordar episodios del pasado, los cuales son síntomas parecidos a los observados en el síndrome de Korsakoff. Fallas en la percepción espacial, así como dificultades en el reconocimiento de patrones, han sido observadas en personas que continuamente tienen episodios de exceso de alcohol. Se observa también en estas personas dificultades para controlar sus impulsos, en especial en las mujeres. A su vez, la memoria inmediata de la información verbal y visual se ve afectada, en comparación con los bebedores crónicos que tienen una mejor capacidad de organización semántica. Los estudios realizados en adolescentes han demostrado que el consumo continuo de alcohol provoca daños en el reconocimiento cognitivo. Los desórdenes en el reconocimiento cognitivo en los adultos no están completamente claros, y algunos estudios no han encontrado relación entre tomar en exceso y los daños en este reconocimiento. Se cree que las borracheras aumentan los impulsos, alterando las funciones de los circuitos prefrontales, subcortical y orbitofrontal. Adolescentes, mujeres y adultos jóvenes son más sensibles a sufrir efectos neurológicos por los episodios de abuso de alcohol. Especialmente los adolescentes jóvenes son vulnerables a efectos neurotóxicos y alteraciones neurocognitivas.
Los episodios de abuso de alcohol causan un desequilibrio entre la inhibición y la excitación de aminoácidos y cambios en las monoaminas relacionados con el sistema nervioso central, lo cual aumenta la neurotoxicidad y puede resultar en desórdenes cognitivos, psicológicos e incluso en daños irreversibles en el cerebro, tanto en adolescentes como en adultos.
Estudios en ratas indican que el alcohol es más tóxico durante la adolescencia que durante la etapa adulta. Algunos investigadores creen que aún no está claro lo que sucede en los adultos. Se piensa que los casos severos de exceso de alcohol en adolescentes ocasionan un peor desempeño en la actividad cerebral en comparación con los adolescentes que no tuvieron episodios de embriaguez. Los investigadores argumentan que estos descubrimiento son similares en los adultos alcohólicos que no abusaron del alcohol durante la adolescencia. La extrapolación de los estudios en animales a humanos es difícil, y un análisis por el grupo Choose Responsibility menciona que el daño a largo plazo en el procesamiento cognitivo por el alcohol es el mismo si los episodios de abuso de alcohol hubieran comenzado en la adolescencia o después.